# يوسف اليوسف
يوسف اليوسف (ولد 16 أكتوبر 1976 في الرياض - السعودية) هو ممثل سعودي بدأ نشاطه في 1994 حتى الآن.

## الأعمال

### المسلسلات
1. نورة
2. طاش ما طاش (أكثر من جزء) (كوميدي)
3. العاصوف (الجزء الأول والثاني) (تراجيدي)
4. سيلفي (الجزء الثاني) (كوميدي)
5. خلك معي (كوميدي)
6. جروح باردة (تراجيدي)
7. القادم الغريب (تراجيدي)
8. الدنيا دوارة (كوميدي)
9. أي خدمة (كوميدي)
10. أيام وليالي (تراجيدي)
11. صح عليك(كوميدي)
12. عائلة أبو رويشد (كوميدي)
13. العولمة (كوميدي)
14. الحاسة السادسة (كوميدي)
15. أي بني (تراجيدي)
16. العرفان (تراجيدي)
17. ملف علاقي (كوميدي)
18. مرزوق في رمضان (كوميدي)
19. أحلام ضائعة (تراجيدي)
20. نساء من زجاج (تراجيدي)
21. بيني وبينك (كوميدي)
22. مطلع النور (بدوي)
23. ذيب السرايا (بدوي)
24. أخوات موسي (تراجيدي)
25. مستر كاش (كوميدي)
26. ليلة العيد (سهرة تلفزيونية)
27. برنامج (الكاميرة الخفية)

### المسرحيات
1. اخر كلام
2. شهار
3. ورشة غير
4. شباب الرياض

### الافلام
1. فيلم جنة الأرض